# MUM48
MUM48（エムユーエム フォーティーエイト）は、インド・ムンバイを拠点に活動する予定であった女性アイドルグループ。
グループ名の由来はムンバイ (Mumbai)。グループカラーは黄緑色で、自然あふれるインドと成長を表している。

## 略歴
2017年12月27日にSHOWROOMで配信された特別番組『AKB48 2017年最後の?重大発表SP』において、AKB48グループ総監督でAKB48メンバーの横山由依によって結成が発表された。
しかし、2018年7月以降SNSの更新が途絶え、その後公式サイトも閉鎖された。2019年6月19日にDEL48とMUB48を結成するプロジェクトがニューデリーでの記者会見で発表された際に、AKSとMUM48運営会社「RASHIMI RAJ MEDIA PRIVATE LIMITED」とのライセンス契約が2018年11月に解約され、MUM48を結成するプロジェクトが終了していたことが公表された。